# یواس‌اس سن دیه‌گو (سی‌ال-۵۳)
یواس‌اس سن دیه‌گو (سی‌ال-۵۳) (به انگلیسی: USS San Diego (CL-53)) یک کشتی بود که طول آن ۵۴۱ فوت ۶ اینچ (۱۶۵٫۰۵ متر) بود. این کشتی در سال ۱۹۴۱ ساخته شد.